# Niels Lund Chrestensen (Gärtner, 1940)
Niels Lund Chrestensen (* 9. August 1940; † 18. August 2025) war ein deutscher Diplomgärtner und Manager. Er war Gesellschafter des Erfurter Samen- und Pflanzenzuchtbetriebes N.L. Chrestensen. Sein Sohn Frederick Niels ist alleiniger Geschäftsführer.

## Leben
Chrestensen absolvierte eine Lehre als Gärtner im elterlichen Betrieb. Als ihm der Dienst in der Kasernierten Volkspolizei oder der Einsatz im Uranbergbau drohten, ging er nach Westdeutschland und Großbritannien. Chrestensen studierte nach britischem Abitur am Leicester College for Technology und Commerce und an der Humboldt-Universität Berlin Gartenbau mit dem Abschluss Diplomgärtner. 1967 trat er in den Betrieb der Familie ein und übernahm die Leitung der Produktionsabteilung. Nach der vollständigen Verstaatlichung der Firma im Jahr 1972 blieb er im Bereich Blumensamenzucht in verantwortlicher Position im, nun aus mehreren staatlichen Erfurter Betrieben neu gebildeten, VEB Erfurter Blumensamen. Dort leitete er die gesamte Produktion von Blumensaatgut für den Bedarf im Inland und den Export.  Chrestensen war zur DDR-Zeit in staatlichem Auftrag auch als landwirtschaftlicher Entwicklungshelfer in Afrika tätig. Chrestensen war zur DDR-Zeit Mitglied der NDPD und bis zur Wende in der Stadtverordnetenversammlung Erfurt.
Mit der Reprivatisierung des Betriebes im Zuge der Wiedervereinigung 1990 übernahm Chrestensen zusammen mit seinem Bruder Cornel Chrestensen die Geschäftsleitung.
Neben seiner unternehmerischen Tätigkeit übernahm Chrestensen mehrere Funktionen in Wirtschaftsverbänden. Seit Dezember 1990 diente er als Präsident der Industrie- und Handelskammer Erfurt. In dieser Eigenschaft war er maßgeblich an der Reprivatisierung von Betrieben beteiligt. 1997 wurde er zum Vizepräsidenten des Deutschen Industrie- und Handelskammertages gewählt. Zudem gehörte er von 1992 bis 1995 der Beraterrunde von Bundeskanzler Helmut Kohl zum Aufbau Ost an und war Mitglied der Zukunftskommission beim Ministerpräsidenten des Freistaats Thüringen. Außerdem war er über 16 Jahre Mitglied des Aufsichtsrates der Deutschen Bahn AG.
Niels Lund Chrestensen, dessen Urgroßvater Niels Lund Chrestensen aus Dänemark nach Deutschland eingewandert war, war bis Anfang 2011 Honorarkonsul des Königreichs Dänemark.
Chrestensen war verheiratet mit Frau Erika und hatte drei Kinder.
Auf der Feier zu seinem 70. Geburtstag am 11. August 2010 appellierte Chrestensen an die Politik, auch künftig freies, leistungsfähiges Unternehmertum zu sichern, „auch dort, wo diese Sicherung verlorengegangen ist“. Chrestensen sah auch ein Problem darin, dass aus der „Ware Strom“ ein Objekt politischer Regulierung geworden ist. Er warnte davor, dass der Ausbau „Erneuerbarer Energien“ zu weiteren Kostensteigerungen für die (Thüringer) Unternehmen führen würde.
Am 6. September 2010 erhielt Chrestensen aus der Hand des Bundespräsidenten das Bundesverdienstkreuz Erster Klasse.

## Auszeichnungen
- 1999: Bundesverdienstkreuz am Bande
- 2005: Verdienstorden des Freistaats Thüringen
- 2010: Bundesverdienstkreuz Erster Klasse
- IHK-Ehrennadel
- Mittelstands-Unternehmerpreis